# استاد مري أواري
استاد مري أواري هو ملعب كرة قدم مدينة جروي العاصمة الإدارية لولاية بونتلاند المتمتعة بالحكم الذاتي في شمال شرق الصومال. سمي باسم وزير الشباب والرياضة في جمهورية الصومال مري أواري جامع

## معرض صور

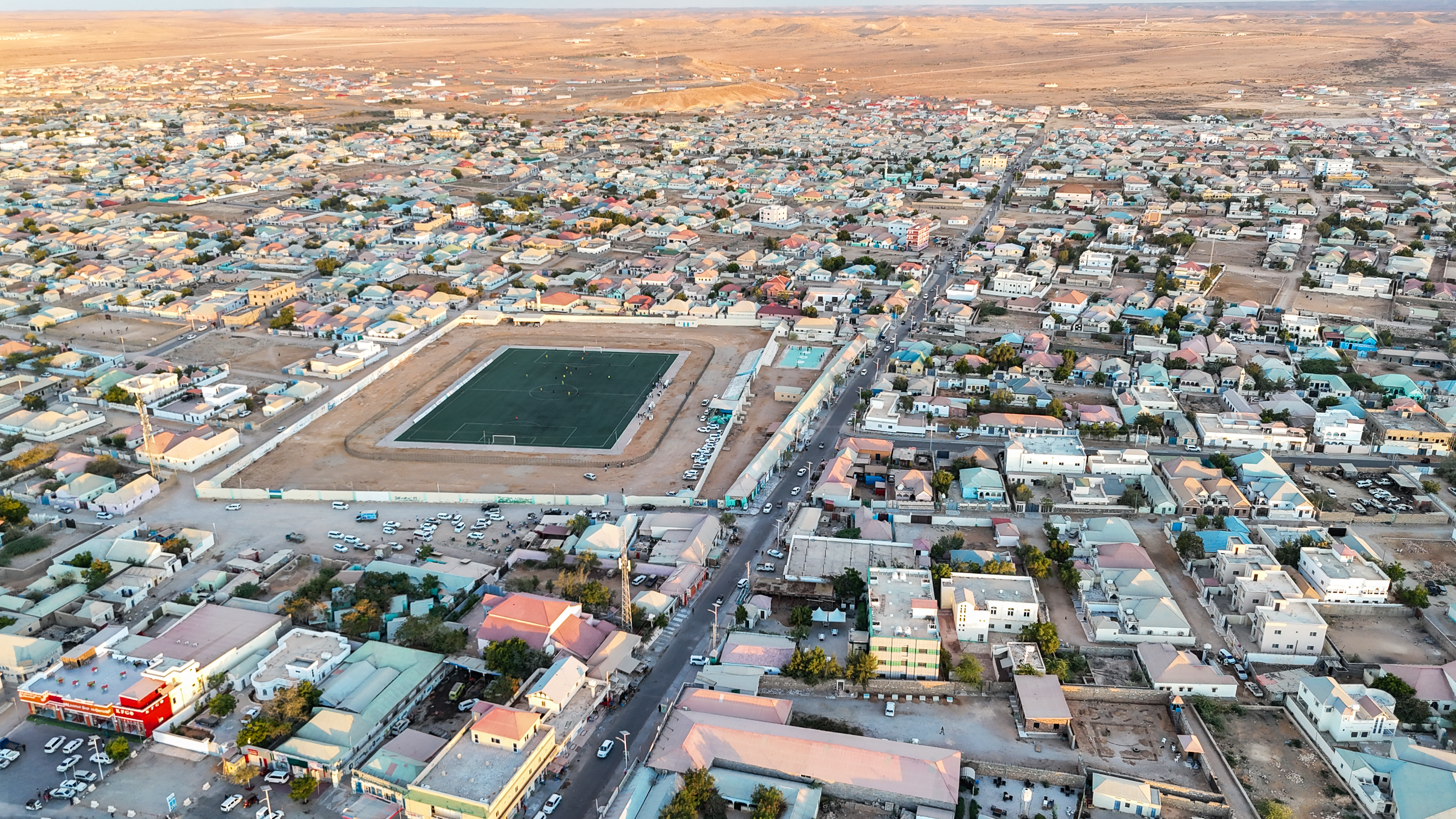
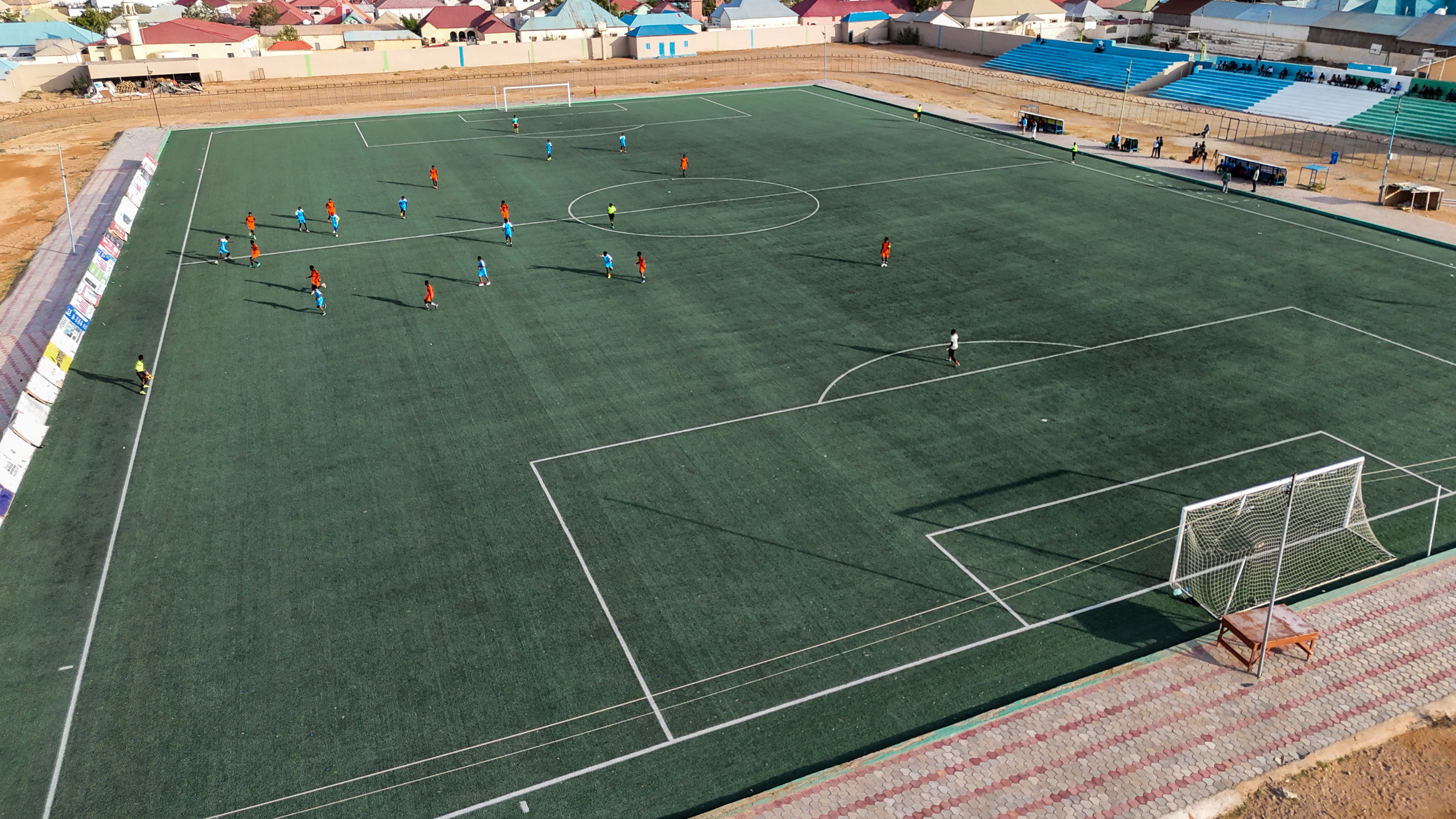
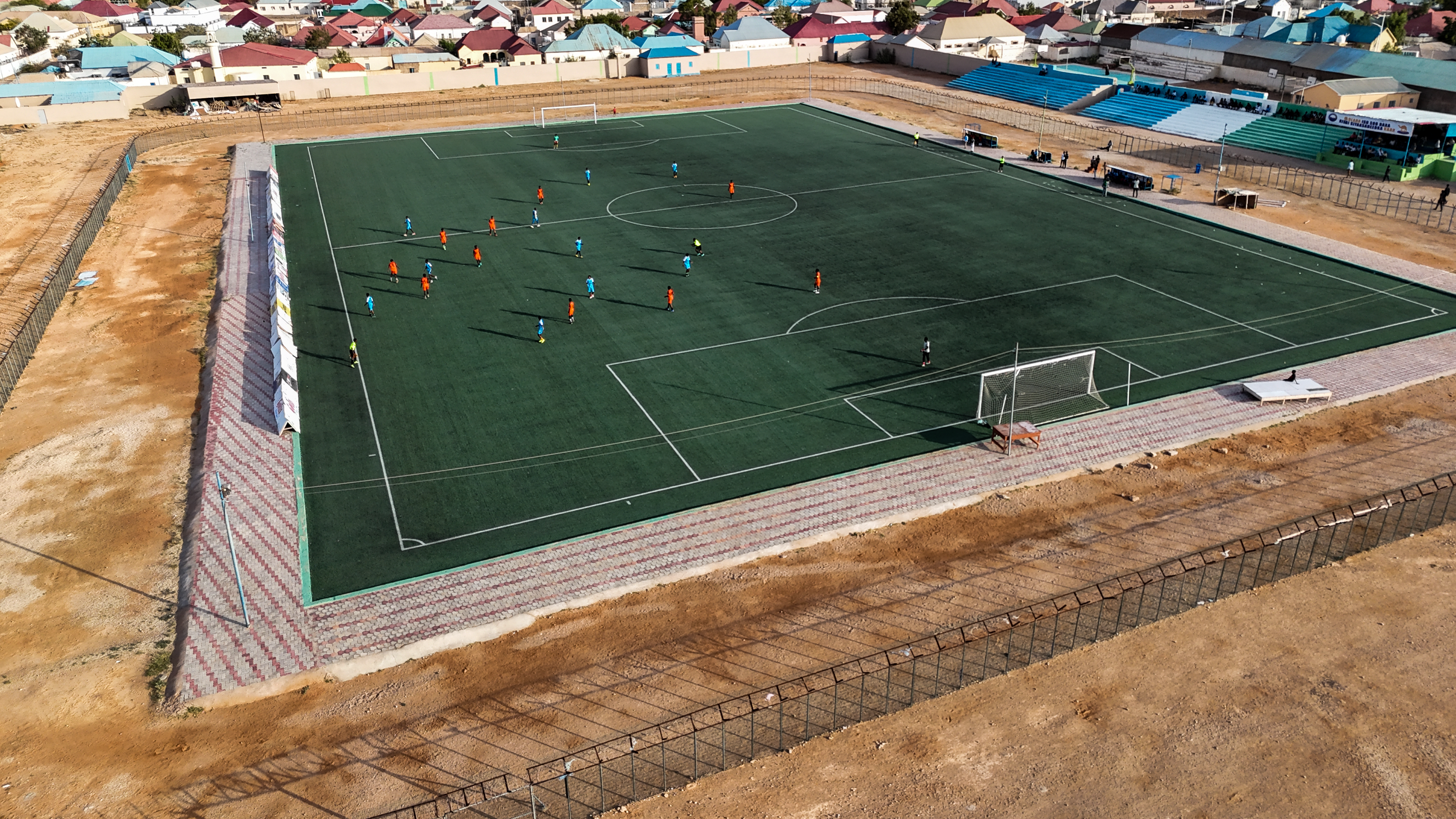
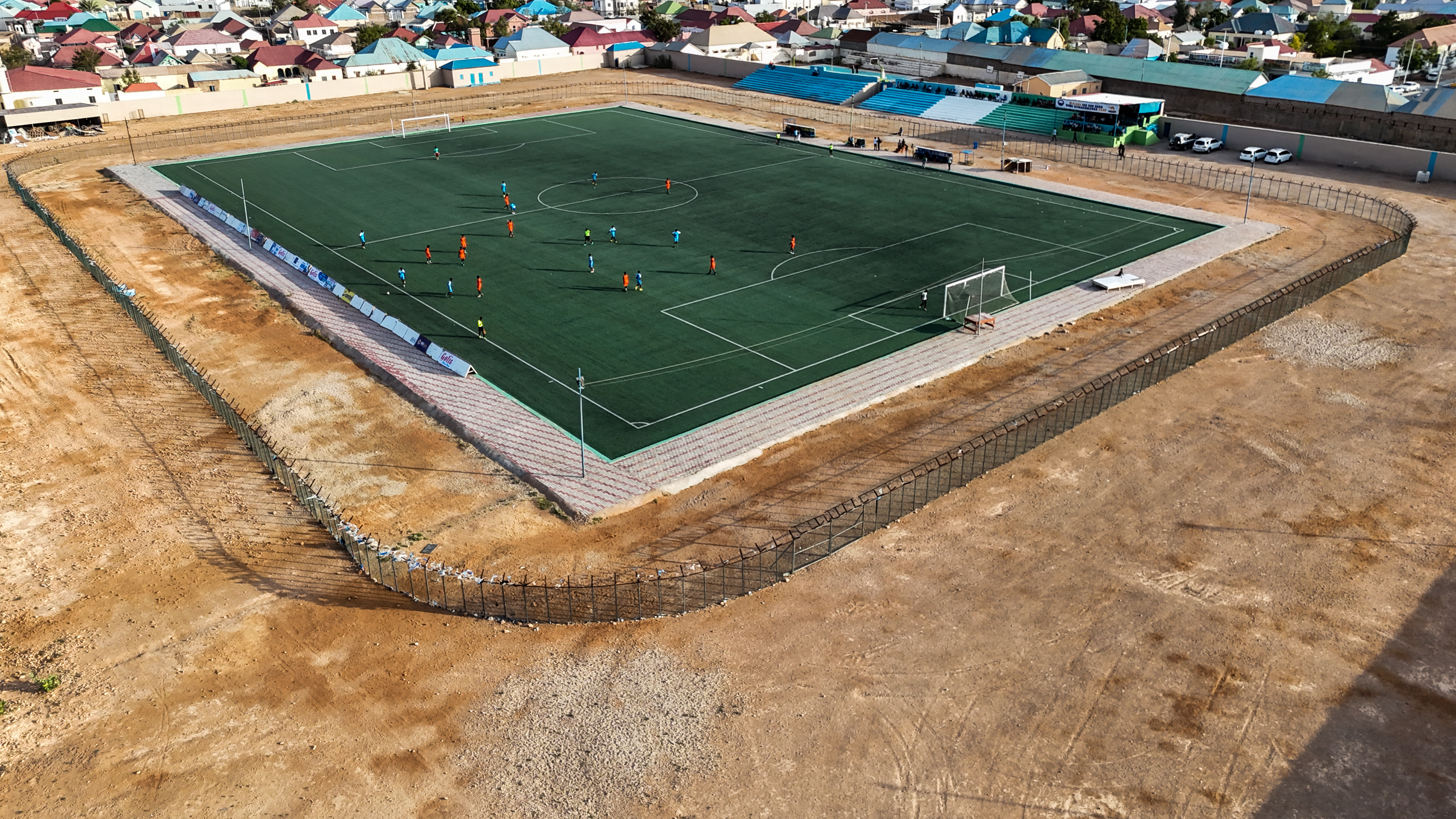
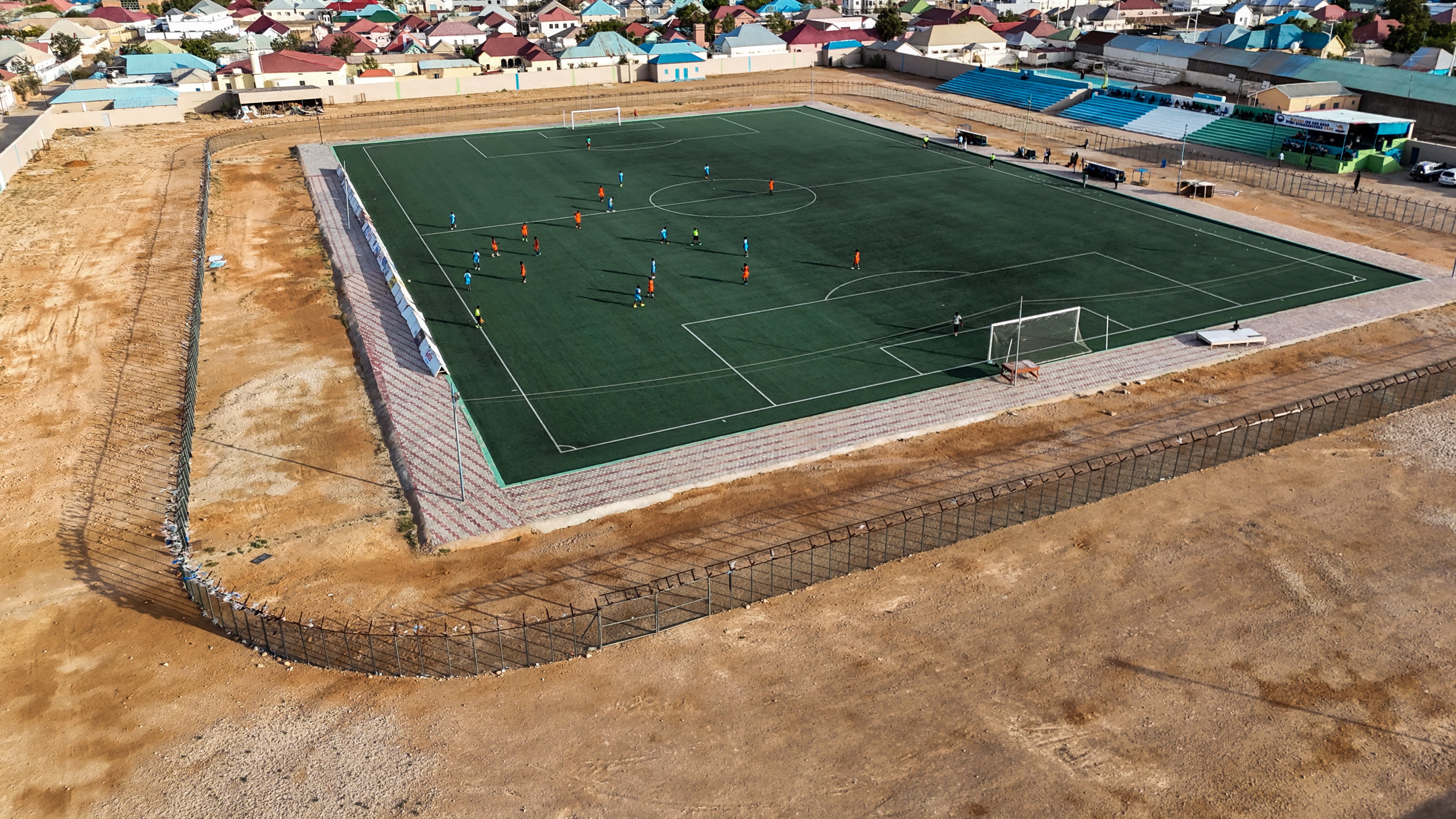
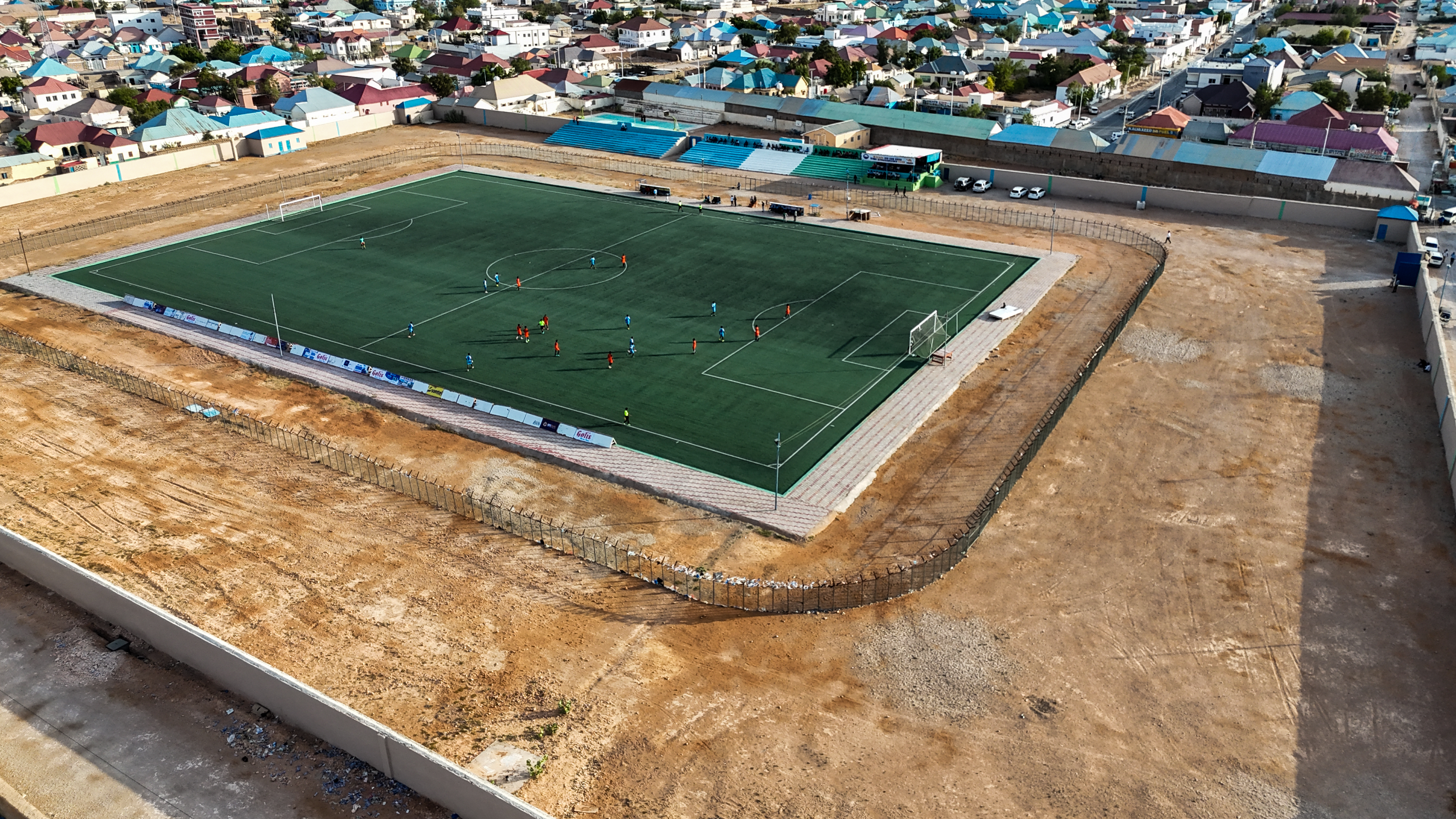
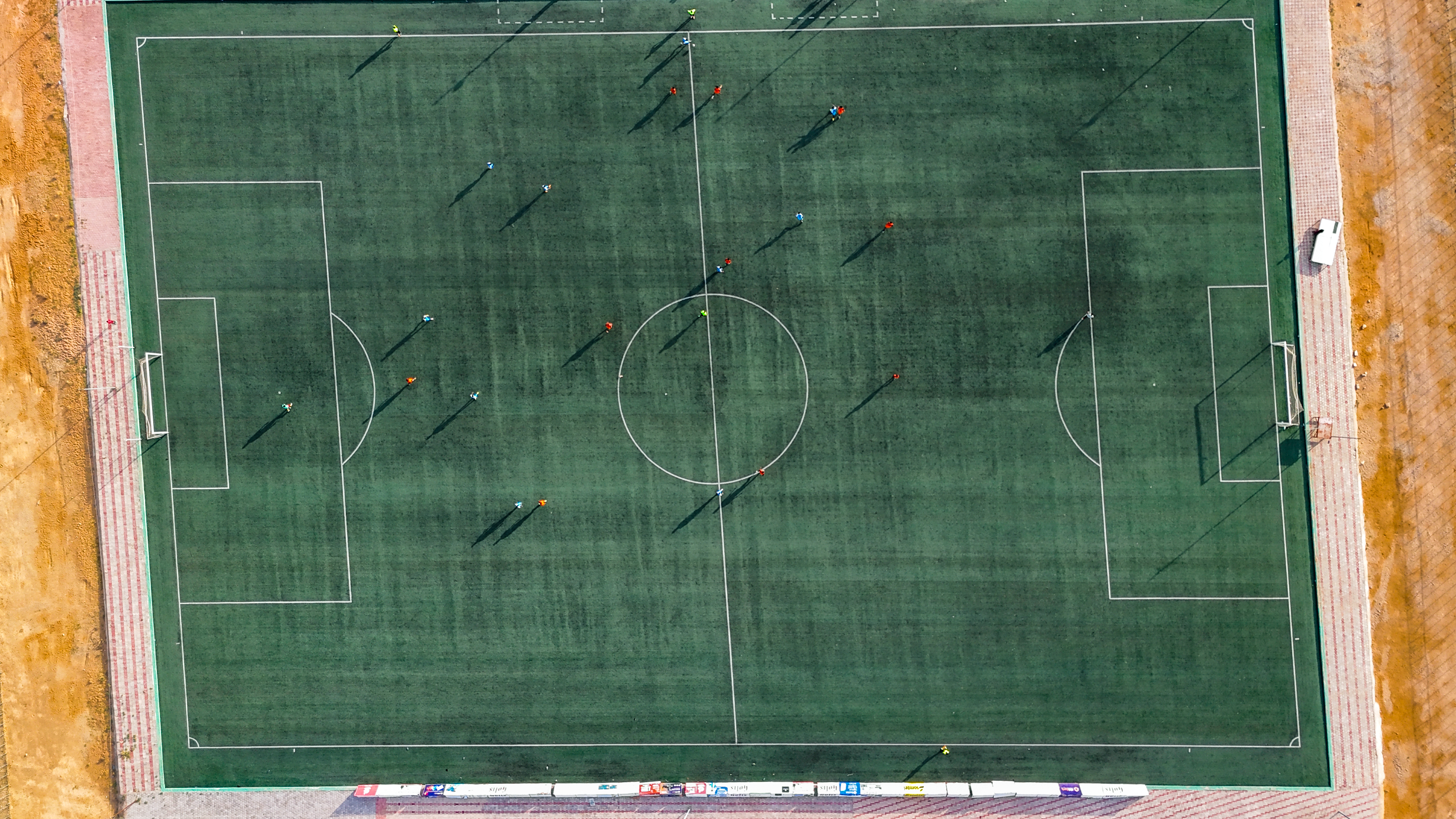